# Hämmern (Frankenblick)
Hämmern ist eine Ortschaft im Ortsteil Mengersgereuth-Hämmern der Gemeinde Frankenblick im Landkreis Sonneberg in Thüringen.

## Lage
Hämmern liegt im Tal der Effelder am Südrand des Thüringer Schiefergebirges, das im Süden nahtlos in das Straßendorf Mengersgereuth übergeht. Südöstlich liegt der Ort Forschengereuth am Hang des 719 Meter hohen Berges Oberschaar.

## Geschichte
Hämmern wurde 1441 erstmals urkundlich erwähnt.
Am 1. Januar 2012 wurde Hämmern im Zuge des Zusammenschlusses der Gemeinden Effelder-Rauenstein und Mengersgereuth-Hämmern ein Teil der Gemeinde Frankenblick.

## Dialekt
In Hämmern wird Itzgründisch, ein mainfränkischer Dialekt, gesprochen.

## Persönlichkeiten
- Arthur Ehrhardt (1896–1971), Offizier, Militärschriftsteller, Übersetzer und politischer Publizist